# Raymond Stewart
Ray Stewart (Kingston, Jamaica, 18 de marzo de 1965) es un atleta jamaicano, especializado en la prueba de 100 m en la que llegó a ser subcampeón mundial en 1987.

## Carrera deportiva
En el Mundial de Roma 1987 ganó la medalla de bronce en los relevos 4 x 100 metros, con un tiempo de 38.41 segundos, llegando a la meta tras Estados Unidos y Reino Unido, siendo sus compañeros de equipo: John Mair, Andrew Smith y Clive Wright. Y también ganó la medalla de plata en los 100 metros, con un tiempo de 10.08 segundos, llegando a la meta tras el estadounidense Carl Lewis y por delante del británico Linford Christie; por delante de Carl Lewis había llegado el canadiense Ben Johnson pero le fue negada la medalla por dar positivo en un contro antidopaje.